# Tom Berhus
Tom Berhus (12 gennaio 1975) è un ex calciatore norvegese, di ruolo centrocampista.

## Carriera

### Club
Berhus cominciò la carriera con la maglia del Randesund. Nel 1994 passò allo Start, per cui esordì nella Tippeligaen il 28 maggio 1995, sostituendo Bernt Christian Birkeland nel successo per 1-2 sul campo del Bodø/Glimt. Il 17 giugno 1996 arrivò la prima rete, nella sconfitta casalinga per 4-5 contro il Kongsvinger. Al termine del campionato, lo Start retrocesse nella 1. divisjon.
Contribuì alla promozione del campionato 1999ma, dopo un anno nella massima divisione, lo Start retrocesse nuovamente. Il centrocampista si ritirò nel 2006. Nel 2010 passò al Tigerberget.